# Sint-Laurentiuskerk (Zedelgem)
De Sint-Laurentiuskerk is de parochiekerk in Zedelgem dorp.
De westtoren is een restant van een 14de-eeuwse gotische kruiskerk. De bakstenen spits werd in 1786 vervangen door een leien spits. Na enkele voorstellen tot verruiming van de kerk werd in 1845 een driebeukige neoclassicistische kerk ontworpen door Pierre Buyck waarin de gotische toren werd verwerkt. De werken werden in 1846 en 1847 uitgevoerd. In de kerk staat een Romaanse doopvont uit de twaalfde eeuw in Doornikse steen, die in 2001 werd gerestaureerd.

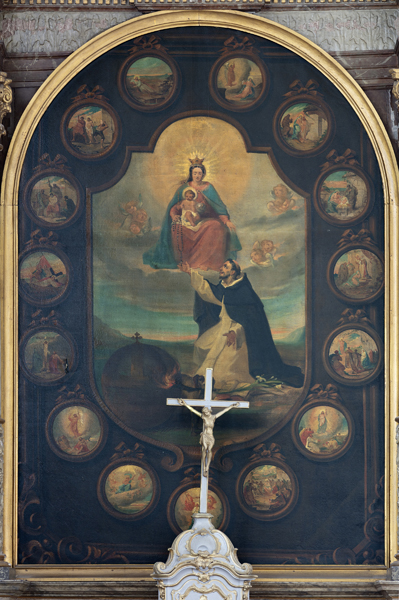
Zijaltaar
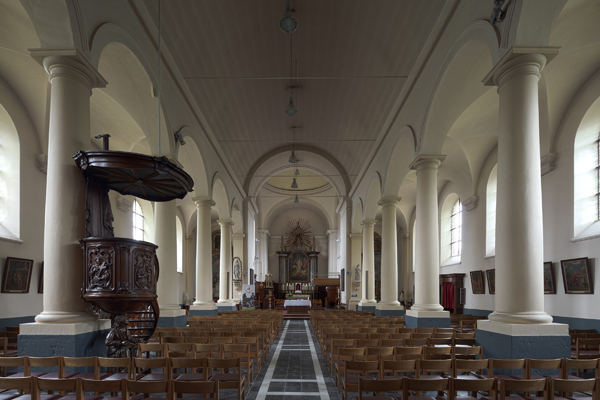
Interieur
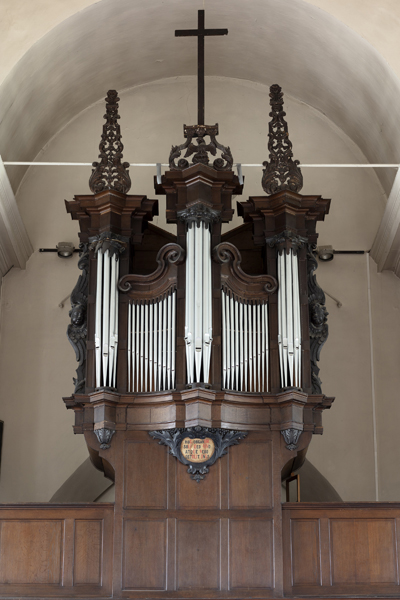
Orgel

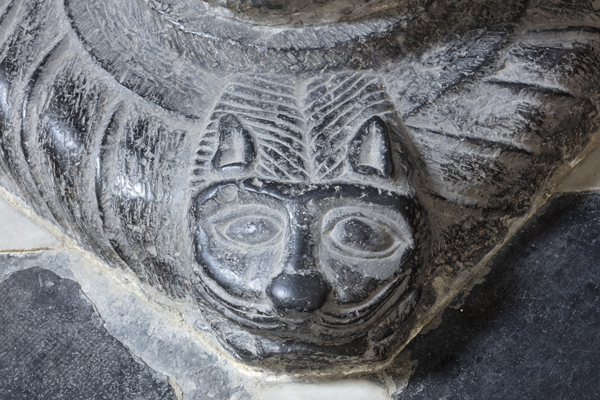
Doopvont (detail)
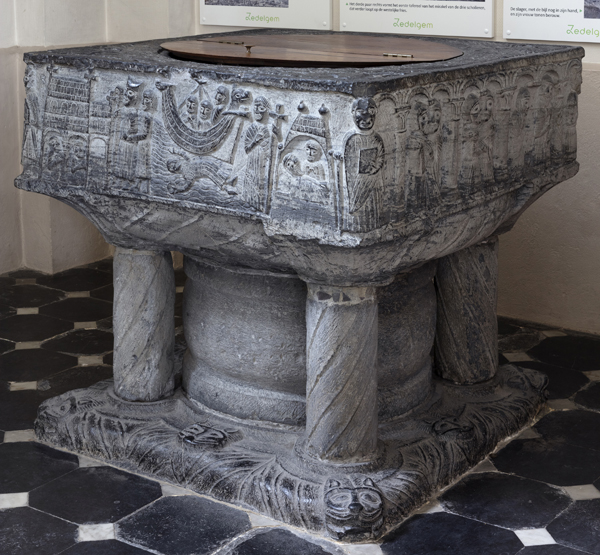
Doopvont
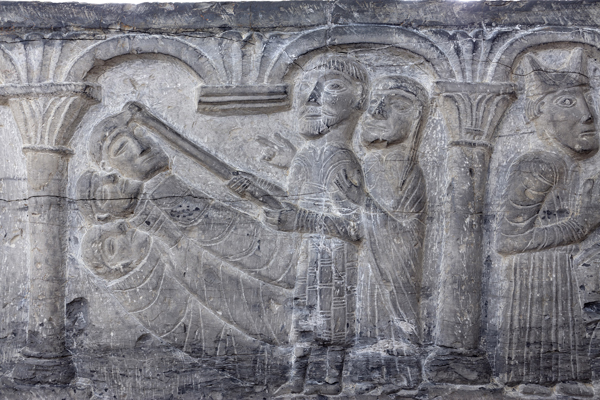
Doopvont (detail)